# Eric Hobsbawm
 Eric John Ernest Hobsbawm (Alejandría, Egipto, 9 de junio de 1917-Londres, Inglaterra, 1 de octubre de 2012) fue un historiador británico de origen judío. 
Considerado un «pensador clave de la historia del siglo XX» , es conocido por su trilogía sobre las tres edades: La era de la revolución: Europa 1789-1848 (1962), La era del capital: 1848-1875 (1975) y La era del imperio: 1875-1914 (1987), a la cual en 1994 se añade The Age of Extremes, publicada en español como Historia del siglo XX.

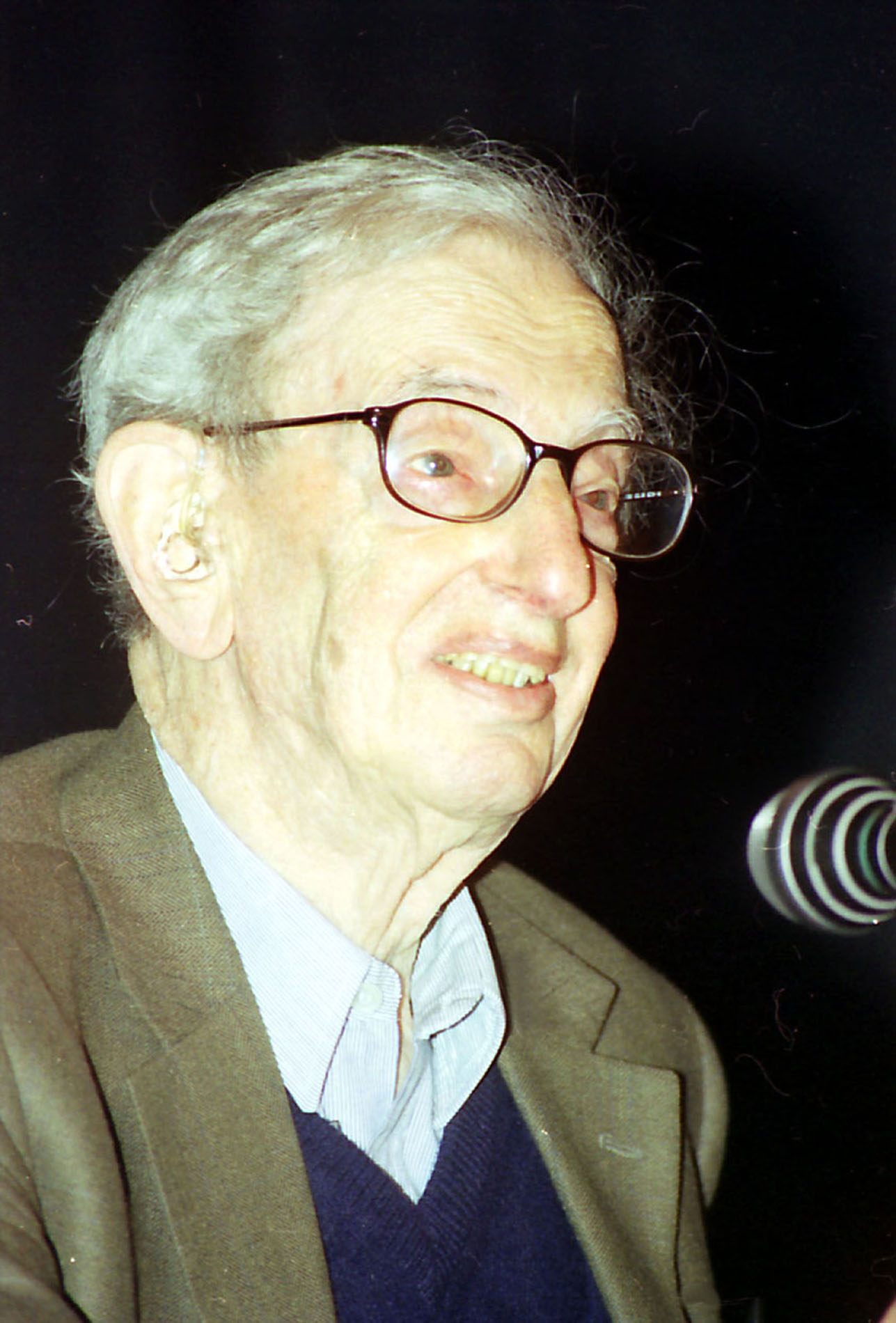
Eric Hobsbawn en 2004

## Biografía
Nació el 9 de junio de 1917 en Alejandría durante la Primera Guerra Mundial. Abandonó Egipto a los dos años de edad, y se crio en Viena y Berlín. Sus padres fueron Leopold Percy Hobsbawm y Nelly Grün, ambos de religión judía, si bien "enteramente no practicantes" en lo religioso, no así en lo cultural y social. Aunque vivieron en países de habla alemana, sus padres continuaron hablándole a él y a su hermana Nancy en inglés.
Su padre murió en el año 1929 y, algo después,  su madre, por lo cual él y Nancy fueron adoptados por su tía materna Gretl Grün y por su tío paterno Sydney Hobsbawm, que acabarían casándose y teniendo un hijo llamado Peter Hobsbawm. En 1933, la familia se traslada a vivir a Londres.
Eric Hobsbawm fue educado en el Prinz-Heinrich-Gymnasium en Berlín, en el St Marylebone Grammar School (ahora desaparecido) y en el King's College, Cambridge, donde se doctoró y participó en la Sociedad Fabiana. Formó parte de una sociedad secreta de la élite intelectual llamada los Apóstoles de Cambridge. Durante la Segunda Guerra Mundial, sirvió en el cuerpo de Ingenieros y el Royal Army Educational Corps. Se casó en dos ocasiones, primero con Muriel Seaman en 1943 (se divorció en 1951) y luego con Marlene Schwarz. Con esta última tuvo dos hijos, Julia Hobsbawm y Andy Hobsbawm, y un hijo llamado Joshua de una relación anterior.
Se unió al Socialist Schoolboys en 1931 y al Partido Comunista en 1936. Fue miembro del Grupo de Historiadores del Partido Comunista de Gran Bretaña de 1946 a 1956. En 1956 cuando acaeció la invasión soviética de Hungría Hobsbawm no abandonó el Partido Comunista de Gran Bretaña, a diferencia de sus colegas historiadores, haciendo este hecho posible la especulación sobre si Hobsbawm la apoyó en su momento. Sin embargo, no se debe confundir su obra con el marxismo ortodoxo soviético que dictaba la URSS, sino con el marxismo revisionista europeo. Trabajó con la publicación Marxism Today durante la década de 1980 y colaboró con la modernización de Neil Kinnock del Partido Laborista.
En 1947 obtuvo una plaza de profesor de Historia en el Birkbeck College, de la Universidad de Londres. Fue profesor visitante en Stanford en los años 60. En 1978 entró a formar parte de la Academia Británica. Se retiró en 1982, pero continuó como profesor visitante, durante algunos meses al año, en The New School for Social Research en Manhattan hasta 1997. Fue profesor emérito del departamento de ciencias políticas de The New School for Social Research hasta su muerte.
Falleció a los 95 años, el 1 de octubre de 2012, aquejado de una neumonía con complicaciones por una leucemia que padecía. Sus restos fueron cremados y sepultados en el cementerio de Highgate, donde se encuentra la tumba de Karl Marx.
En 2009 había solicitado al Gobierno británico el acceso a su ficha personal abierta por los servicios secretos del país, pero le fue denegado. Cinco años después, tras desclasificarse los archivos, se supo que el MI5 espió durante décadas a Hobsbawm —al igual que a muchos otros historiadores e intelectuales catalogados de «comunistas»—, llegando a intervenirle el correo privado y las llamadas telefónicas. El MI5 le asignó el número 211 764 en sus ficheros y comenzó a investigarlo en 1942, a pesar de que se descartó su «participación en actividades subversivas o de propaganda».

## Pensamiento y obra
Hobsbawm, uno de los más importantes historiadores británicos, escribió extensamente sobre una gran variedad de temas. Como historiador marxista se centró en el análisis de la "revolución dual" (la Revolución francesa y la Revolución industrial británica). En ellas vio la fuerza impulsora de la tendencia predominante hacia el capitalismo liberal de hoy en día. 
Otro tema recurrente en su obra fue el de los bandidos sociales, un fenómeno que Hobsbawm intentó situar en el terreno del contexto social e histórico relevante, al enfrentarse con la visión tradicional de considerarlo como una espontánea e impredecible forma de rebelión. Uno de los intereses de Hobsbawm fue el desarrollo de las tradiciones. Su trabajo es un estudio de su construcción en el contexto del estado nación. Argumenta que muchas tradiciones son inventadas por élites nacionales para justificar la existencia e importancia de sus respectivas naciones, en su obra Naciones y nacionalismo desde 1780 , examina el origen y la evolución del nacionalismo desde la Revolución francesa hasta el siglo XX. 
Aborda las diferentes formas en que el nacionalismo ha influido en la política y la sociedad, sostiene que el nacionalismo es una fuerza poderosa y transformadora en la sociedad moderna, pero también es un fenómeno construido y contingente. Reconoce que el nacionalismo se basa en la construcción de una identidad cultural compartida. Aunque cuestiona  las identidades nacionales y expone que son en gran medida inventadas y fabricadas,  que las tradiciones y la cultura nacional a menudo se crean y reinventan para respaldar los objetivos políticos. Por ejemplo, al explicar las causas de la Primera Guerra Mundial, nos dice que, entre otros, los motivos de esta conflagración fueron concretos objetivos políticos de las diferentes naciones: "Alemania [...] estaba interesada en la guerra porque el éxito militar en el exterior secundaría a sus dirigentes a evitar el avance de la socialdemocracia. Los dirigentes de Rusia [...] tenían mayor posibilidad de enfrentar una revolución si entraban en la guerra. Austria-Hungría [...] [quería] una guerra que mostrara que sus gobernantes aún poseían un gran poder",etc.
También afirma que en muchos casos el nacionalismo surge como un movimiento de liberación y resistencia contra la opresión colonial o imperial. Él examina cómo el nacionalismo puede ser una fuerza movilizadora en la lucha por la independencia y la autodeterminación de los pueblos.
Sostiene que el nacionalismo puede proporcionar un sentido de solidaridad y cohesión social dentro de una nación. Sin embargo, también destaca que el nacionalismo a menudo se basa en la exclusión de aquellos que no se ajustan a la definición de la identidad nacional dominante, lo que puede conducir a divisiones y conflictos internos.
Hobsbawm aborda la relación entre el nacionalismo y los intereses políticos y económicos, es decir, el respaldo político y defensa de los intereses nacionales. Él sostiene que el nacionalismo a menudo se utiliza como una estrategia política para movilizar a las masas y obtener respaldo para agendas específicas, como la protección de la industria nacional y la promoción de políticas económicas favorables a la nación.
En general, Hobsbawm adopta una postura crítica hacia el nacionalismo, destacando su carácter construido y su potencial para generar conflictos y exclusiones. Él argumenta que las identidades nacionales son construcciones históricas que pueden ser manipuladas por las élites políticas y que el nacionalismo puede ser utilizado para promover intereses particulares en lugar de los intereses colectivos de la sociedad en su conjunto.
En términos de los sentidos del nacionalismo, Hobsbawm aborda varios aspectos:
Reconoce que el nacionalismo se basa en la construcción de una identidad cultural compartida. Sin embargo, él argumenta que las identidades nacionales son en gran medida inventadas y fabricadas, y que las tradiciones y la cultura nacional a menudo se crean y reinventan para respaldar los objetivos políticos.
Al margen de su obra histórica, Hobsbawm escribió (bajo el seudónimo de Frankie Newton —tomado del nombre del trompetista comunista de Billie Holiday—) para el New Statesman como crítico de jazz y en diversas revistas intelectuales sobre temas diversos, como el barbarismo en la Edad Moderna, los problemas del movimiento obrero y el conflicto entre anarquismo y comunismo. 
Pero lo más importante fueron sus libros La era de la revolución, 1789-1848; La era del capitalismo; La era del imperio, 1875-1914 e Historia del siglo XX (The Age of Extremes en su título en inglés). Algunos consideran a esta obra la más accesible, renovadora y apasionante historia universal contemporánea.
Hablaba inglés, alemán, francés, castellano e italiano con fluidez y sabía leer en neerlandés, portugués y catalán.

## Publicaciones
- Labour's Turning Point : extracts from contemporary sources (1948)
- The Jazz Scene (1959)
- Primitive Rebels : studies in archaic forms of social movement in the 19th and 20th centuries (1959). Trad. >> Rebeldes primitivos, Ariel, 1983.
- The Age of Revolution : Europe 1789-1848 (1962). >> Trad. La era de la revolución, Editorial Crítica, 2003, 1971.
- Labouring Men : studies in the history of labour (1964) >> Trad. Trabajadores: estudios de historia de la clase obrera, Crítica, 1979.
- Industry and Empire (1968). >> Trad. Industria e imperio, Ariel, 1988.
- Bandits (1969). Trad. >> Bandidos, Ariel, 2003.
- Captain Swing (1968; con George Rudé) >> Trad. Revolución industrial y revuelta agraria. El Capitán Swing, Siglo XXI editores, 1978.
- Revolutionaries : contemporary essays (1973). >> Trad. Revolucionarios. Ensayos contemporáneos, Ariel, 1978.
- The Age of Capital, 1848-1875 (1975). >> Trad. La era del capital (1848-1875), Crítica, 1988.
- The invention of tradition(1983; con Terence Ranger) >> Trad. La invención de la tradición, Crítica, 2002.
- Workers : worlds of labor (1984) >> Trad. El mundo del trabajo: estudios históricos sobre la formación y evolución de la clase obrera, Crítica, 1987.
- The Age of Empire, 1875-1914 (1987). >> Trad. La era del Imperio (1875-1914), Crítica, 1998.
- For a Rational Left: political writing, 1977–1988 (1989) >> Trad. Política para una izquierda racional, Crítica, 1993.
- Echoes of the Marseillaise: Two Centuries Look Back on the French Revolution (1990). >> Trad. Los ecos de la marsellesa, Crítica, 2003.
- Nations and Nationalism since 1780: programme, myth, reality (1990). >> Trad. Naciones y nacionalismo desde 1780, Crítica, 1998.
- The Age of Extremes: the short twentieth century, 1914-1991 (1994). Trad. >> Historia del siglo XX, Crítica, 1998.
- On History (1997) >> Trad. Sobre la historia, Crítica, 1998.
- Uncommon People: Resistance, Rebellion and Jazz (1998). >> Trad. Gente poco corriente, Crítica, 1999.
- Behind the times: The Decline and Fall of the Twentieth-Century Avant-Gardes >> Trad. A la zaga: decadencia y fracaso de las vanguardias del siglo XX, Crítica, 1999.
- On the Edge of the New Century (2000). Trad. >> Entrevista sobre el siglo XXI, Crítica, 2000.
- Interesting Times: a Twentieth-century Life (2002; autobiografía). >> Trad. Años interesantes: una vida en el siglo XX, Crítica, 2003.
- A la zaga: Decadencia y fracaso de las vanguardias del siglo XX. Crítica, 2006.
- Globalisation, Democracy and Terrorism (2007). >> Trad. Guerra y paz en el siglo XXI, Crítica, 2007.
- How to Change the World: Tales of Marx and Marxism 1840-2011 (2011). >> Trad. Cómo cambiar el mundo, Marx y el marxismo 1840-2011, Crítica, 2011.
- Fractured Times. Culture and Society in the 20th Century >> Trad. Un tiempo de rupturas: sociedad y cultura en el siglo XX, Crítica, 2013.
- Viva la Revolucion: Hobsbawm on Latin America (2016) >> Trad. Viva la Revolución: sobre América Latina (editado por Leslie Bethell), Crítica, 2016.

## Distinciones y premios
- 1973: Honorary Fellow del King's College (Cambridge, Reino Unido).
- 1978: Fellow de la British Academy.
- 1995: Deutscher Memorial Prize.
- 1995: Premio Lionel Gelber (Universidad de Toronto).
- 1996: Wolfson History Prize.
- 1998: Orden de los Compañeros de Honor (Commonwealth).
- 1999: Premio Literario de Leipzig para la Comprensión Europea (primer premio).
- 1999: Doctorado honoris causa por la Universidad de la República (Uruguay).
- 2000: Premio Ernst Bloch.
- 2003: Premio Balzan.
- 2006: Fellow de la Royal Society of Literature.
- 2008: Ciudadano honorario de Viena.
- 2008: Doctorado honoris causa por la Universidad de Viena.
- 2008: Doctorado honoris causa por la Universidad Carolina de Praga.
- 2008: Doctorado honoris causa por la Universidad de Gerona.[12]
- 2008: Premio de Historia de Bochum (Universidad del Ruhr, Alemania).